# Муравей (Стерлітамацький район)
Мураве́й (рос. Муравей, башк. Муравей) — присілок у складі Стерлітамацького району Башкортостану, Росія. Входить до складу Казадаєвської сільської ради.
Населення — 218 осіб (2010; 179 в 2002).
Національний склад:
- татари — 56%
- башкири — 33%